# Enoplotrupes splendens
Enoplotrupes splendens es una especie de coleóptero de la familia Geotrupidae.

## Distribución geográfica
Habita en Assam (India).